# Dendermondse paardenworsten

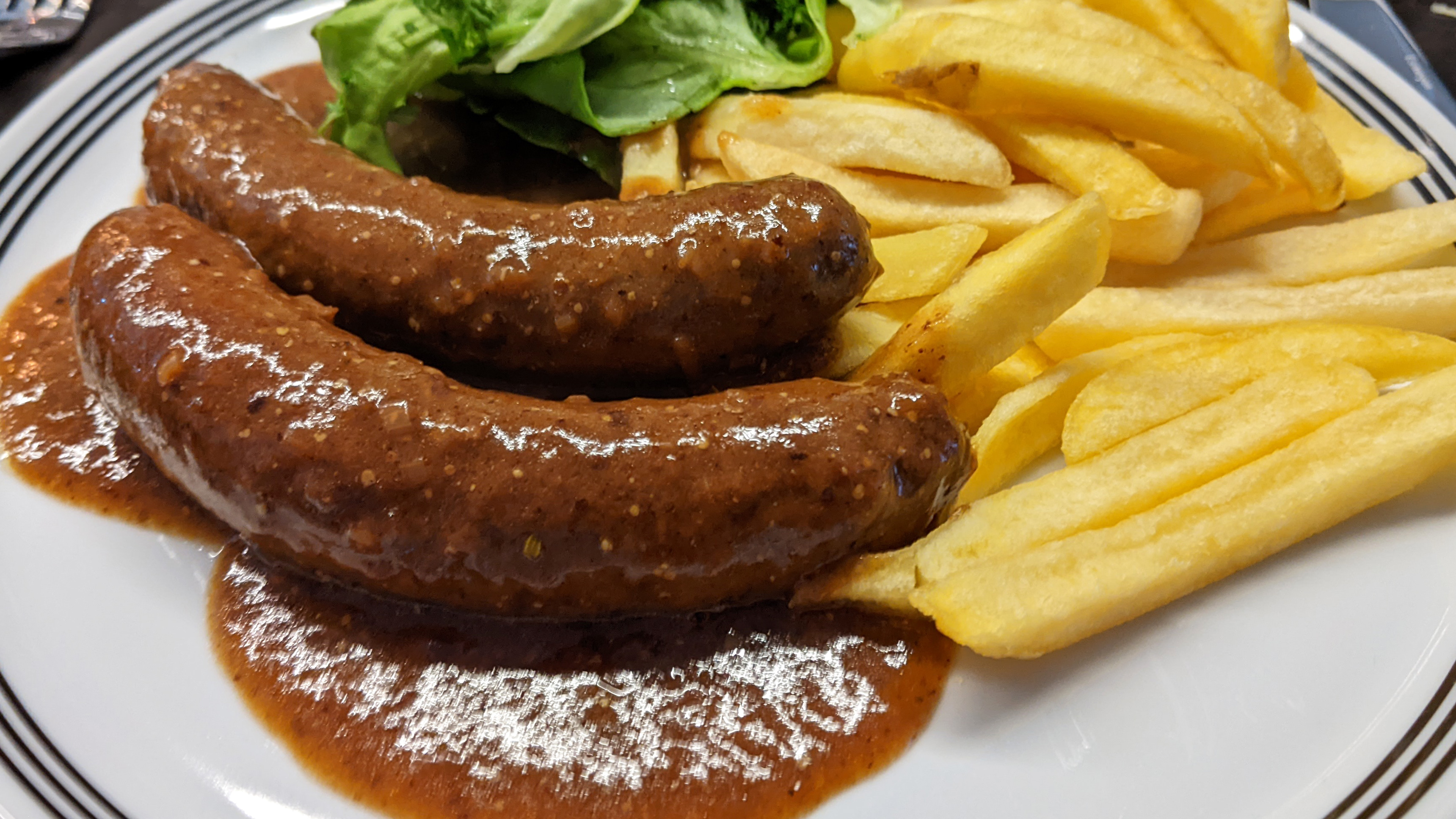
Dendermondse paardenworsten

De Dendermondse paardenworsten is een streekproduct uit de Belgische stad Dendermonde. Het is een stoofpot van worsten gemaakt van paardengehakt en bereid in een biersaus die vergelijkbaar is met stoofvleessaus. De paardenworsten worden geserveerd met frieten en eventueel een streekbier uit Dendermonde. 
Dendermondse paardenworsten werd als "Vlaams streekproduct" erkend door het Vlaams Centrum voor Agro- en Visserijmarketing (VLAM).

## Trivia
Paardenworsten bereid in een tomatensaus zijn Lokerse paardenworsten.